# Sleep Now in the Fire
Sleep Now in the Fire è un singolo del gruppo rap metal statunitense Rage Against the Machine, pubblicato nel 1999 ed estratto dall'album The Battle of Los Angeles.

## Descrizione
Il brano è stato scritto da Tim Commerford, Zack de la Rocha, Tom Morello e Brad Wilk e prodotto da Brendan O'Brien. 
Il testo è basato sulla storia dell'avidità, con riferimenti alla colonizzazione europea delle Americhe, ai viaggi di Cristoforo Colombo, alla schiavitù negli Stati Uniti d'America e con critiche rivolte alle azioni intraprese dal governo statunitense in tempi di guerra, tra le quali il bombardamento di Hiroshima e l'utilizzo dell'Agente Arancio durante la guerra del Vietnam.

## Video musicale
Il videoclip della canzone mostra l'esibizione abusiva della band del 26 gennaio 2000 davanti alla Borsa di New York e assistita da una folla di azionisti della stessa Borsa e un quiz-show televisivo chiamato Who Wants To Be Filthy F#&%ing Rich?. Al termine del video un partecipante si rifiuta di ritirare il montepremi e si scatena il disordine anche davanti alla Borsa, che è costretta a chiudere in anticipo, la band viene quindi scortata lontano dalla polizia e il regista del video, Michael Moore, viene arrestato.

## Tracce
1. Sleep Now in the Fire
2. Guerrilla Radio (Live Version)
3. Sleep Now in the Fire (Live Version)
4. Bulls on Parade (Live Version)
5. Freedom (Live Version)

## Omaggi e reinterpretazioni
Il brano è stato oggetto di numerose cover, tra cui quella degli Audioslave, supergruppo formato da tre ex componenti dei Rage Against the Machine.
Nel 2025 il gruppo pop punk canadese Sum 41 pubblica come singolo una propria interpretazione del brano.